# Eurymesosa ventralis
Eurymesosa ventralis là một loài bọ cánh cứng trong họ Cerambycidae.